# Valve Hammer Editor
Valve Hammer Editor，之前叫做Worldcraft，是Valve为其游戏引擎Source所开发的关卡编辑器，老版本的Worldcraft支持编辑Quake和QuakeII的地图，4.0之前的版本仅仅支持编辑GoldSrc引擎的地图，目前的版本则仅支持Source引擎的地图。任何拥有Source SDK的人都可以免费使用该编辑器。

## 历史
Ben Morris于1996年9月开发了原始的Worldcraft编辑器，该编辑器能够编辑基于Quake引擎的地图。1997年7月14日，Valve招聘了Ben Morris，他所开发的Worldcraft编辑器就成为戰慄時空的地图编辑器。

## 关卡编辑
在Source之前，用户只能用一个被叫做Brush的技术来创建简单的物件，他现在仍旧可以用在基于GoldSrc引擎的游戏中。然而，一些在4.0版本中添加的新技术，例如位移贴图并不支持老旧的GoldSrc引擎。因此同时使用GoldSrc和Source引擎的设计者仍然使用3.5版以避免使用GoldSrc引擎所不支持的技术。

## 文件和编译
Valve Hammer Editor 4.0版本默认使用.vmf格式来存储关卡文件及基本信息。在Valve Hammer Editor 3.5之前的版本，使用.rmf和.map格式。Valve在Source SDK中包含了3个著色器—vbsp、vvis和vrad為关卡渲染燈光、特效等，並用二进制编译成.bsp格式来储存关卡数据。